# 陕西电子信息
陕西电子信息集团是中国西部一家主要的军工电子信息产品生产企业，有上市公司深000561陕长岭,目前在中国为电子信息产业的68位，为主要的雷达供应商下属企业有陕西黄河集团